# کرنتن
کِرنتِن (به آلمانی: Kärnten) یکی از ایالت‌های کشور اتریش است. مرکز آن شهر کلاگنفورت است. اکثریت مردم آن آلمانی زبانند. اقلیتی ۱۴ هزار نفری در این استان به زبان اسلوونیایی صحبت می‌کنند. همه ساله در ماه جون مسابقات والیبال ساحلی در مرکز این ایالت شهر کلاگنفورت برگزار می‌شود و هزاران نفر گردشگر به این منطقه سفر می‌کنند. از دیگر مسابقات معروف جهانی در این منطقه مسابقات مردان آهنی است که شرکت کنندگان می‌بایستی در مدت زمان ۱۰ ساعت به‌طور پیوسته در تمام زمینه‌های شنا، ماراتون، دوچرخه سواری و کوه پیمائی با یکدیگر رقابت کنند. دریاچه‌های زیبا و کوهستان‌های آلپ در این منطقه همه ساله گردشگران فراوانی را جذب می‌کند. رهبر سابق کرنتن یورگ هایدر بود که در سال ۲۰۰۸ در یک سانحه رانندگی کشته شد.

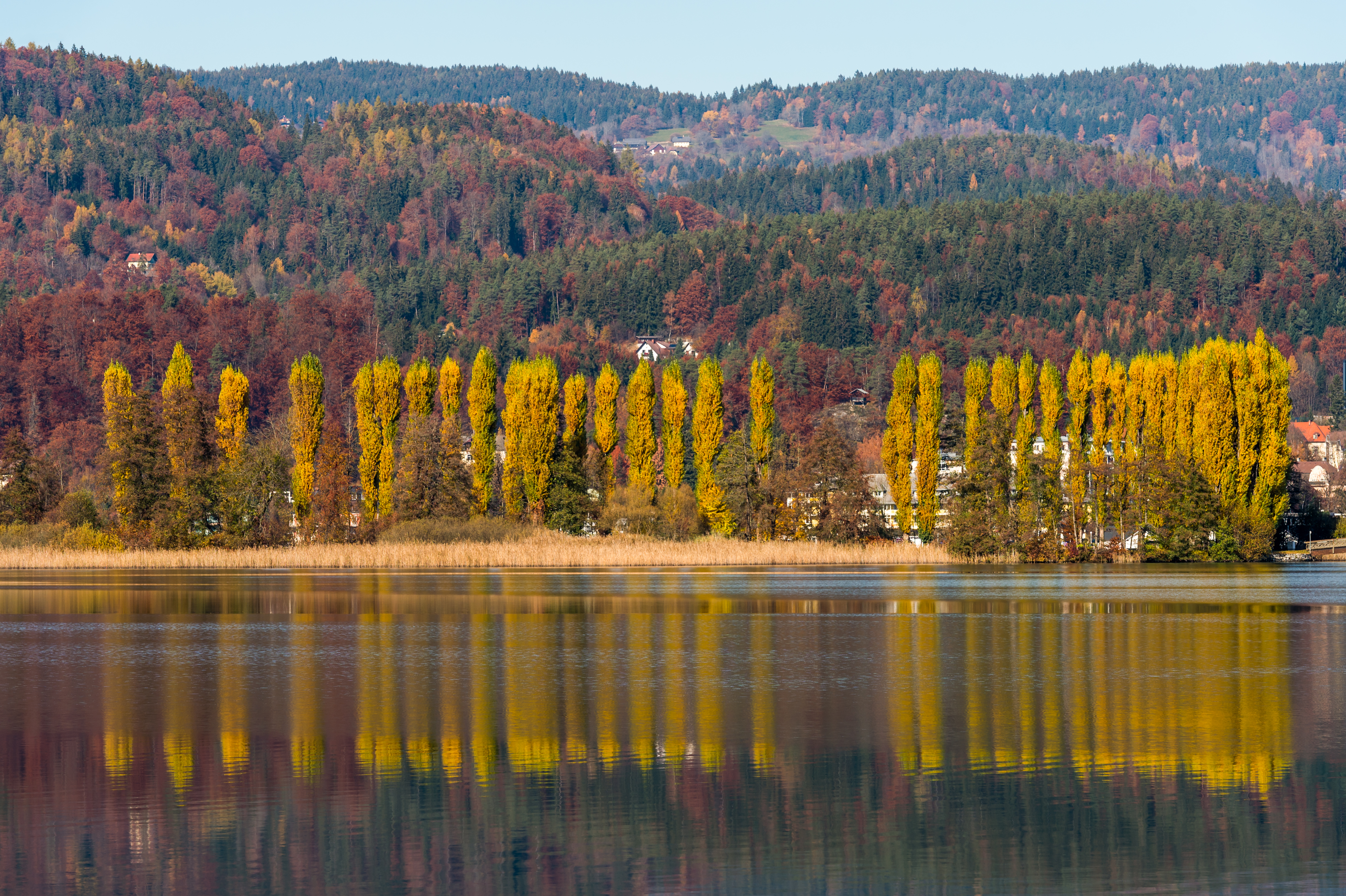
درختان صنوبر در جزیره گل، ناحیه پورتشاخ آم ورتازی، کِرنتِن

## تاریخچه
این منطقه در سال ۷۴۵ میلادی محل یک امیرنشین قدیمی اسلاوی به نام کارانتانیا بود که بعداً جزئی از امپراتوری فرانکی شد.